# Dustin Watten
Dustin Watten (* 27. Oktober 1986 in Long Beach, Kalifornien) ist ein US-amerikanischer Volleyballspieler.

## Karriere
Watten begann seine Karriere an der Wilson High School in seiner Heimatstadt. 2004 begann er sein Studium an der California State University, Long Beach und spielte in der Universitätsmannschaft. Nach seinem Abschluss 2009 hielt er sich zunächst in einer Trainingszentrum der US-amerikanischen Nationalmannschaft fit. Mit dem Team gewann er 2009, 2010 und 2012 den Pan American Cup. 2010 bekam Watten durch einen befreundeten Spieler einen Vertrag beim finnischen Verein Raision Loimu. In der ersten Saison wurde er bester Libero der Liga. 2012 wechselte er zum französischen Zweitligisten Association Sportive Orange Nassau. Ein Jahr später ging er nach Maringá in Brasilien. 2014 kehrte Watten in die französische Liga zurück und spielte bei Gazélec FC Ajaccio. Mit Ajaccio nahm er auch am CEV-Pokal teil und erhielt eine Auszeichnung als bester Annahmespieler. Mit der Nationalmannschaft wurde er 2015 Dritter der Weltliga. Außerdem gewann er den World Cup. In der Saison 2015/16 war er bei Grand Nancy Volley Ball aktiv. Mit dem US-Team wurde er Fünfter der Weltliga 2016. Danach wechselte er zum polnischen Erstligisten Czarni Radom. Die Weltliga 2017 schloss er mit den USA auf dem vierten Rang ab. In der Nations League 2018 wurde er mit der Nationalmannschaft Dritter. Danach wurde er vom deutschen Meister Berlin Recycling Volleys verpflichtet. Mit dem Verein erreichte er in der Saison 2018/19 das Halbfinale im DVV-Pokal und gewann die deutsche Meisterschaft. Anschließend wechselte er zum polnischen Verein GKS Katowice.